# The Journal of Geology
The Journal of Geology (que se pode traduzir para português como A Revista de Geologia) divulga pesquisas sobre geologia, geofísica, geoquímica, sedimentologia, geomorfologia, petrologia, tectônica de placas, vulcanologia, geologia estrutural, mineralogia e ciências planetárias. Seu conteúdo varia de evolução planetária, a modelagem computacional de desenvolvimento de fósseis, tornando-se relevante para os geólogos, bem como outros investigadores que trabalham na Terra ou das ciências planetárias.